# Curtiss SC Seahawk
Кёртис SC «Сихок» (англ. Curtiss SC Seahawk) — американский разведывательный гидросамолёт второй половины 1940-х. Разработан фирмой Curtiss Aeroplane and Motor Company по заказу ВМС США. Создан на смену устаревших разведывательных самолётов Curtiss SO3C Seamew и Vought OS2U Kingfisher, спроектированных в 1937 году. Последний катапультный самолёт американского флота.

## Проектирование и производство

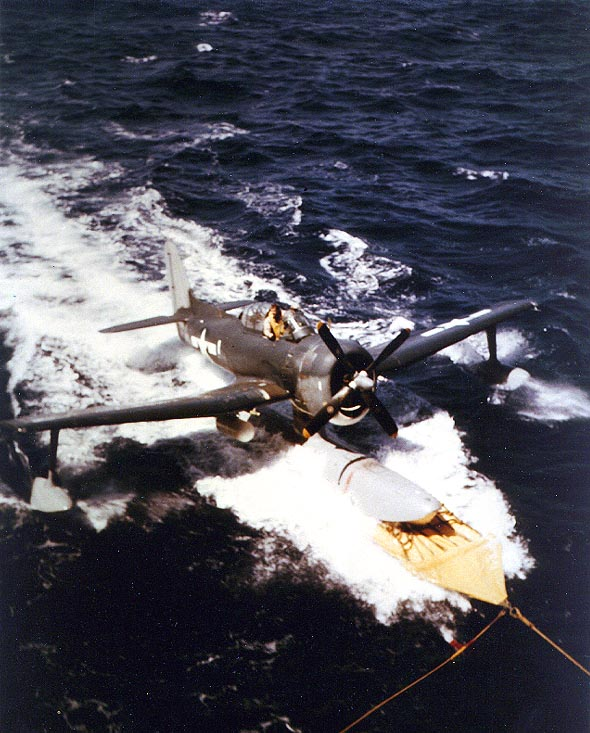
«Сихок» ожидает подъём на борт линейного крейсера «Аляска». Битва за Иводзиму, март 1945 года

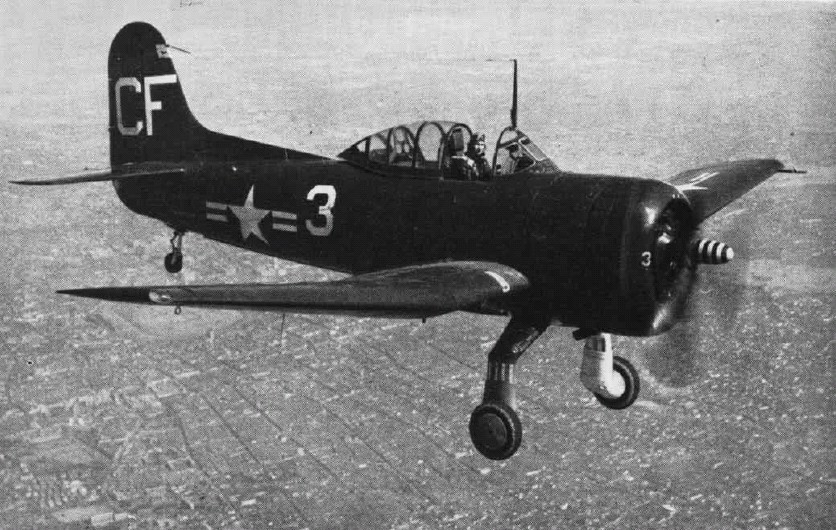
«Сихок» крейсера «Дулут» над Шанхаем, Китай, 1948 год

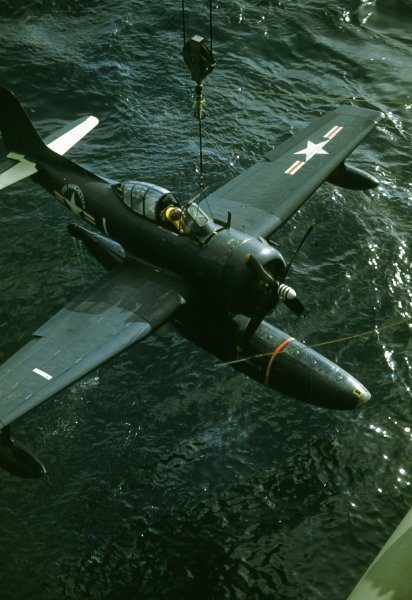
Подъём «Сихока» на борт лёгкого крейсера «Манчестер». Средиземное море, 1947 или 1948 год.

Проектирование самолёта началось в июне 1942 года. Основанием для проектирования стало техническое задание на новый разведывательный самолёт, выданное Бюро аэронавтики. 1 августа 1942 года фирма Curtiss представила проект, а 25 августа получила контракт на постройку двух прототипов и пяти машин для испытаний в войсках. В июне 1943 года, ещё до первого полёта, был заключён контракт на постройку серии из 500 самолётов.
16 февраля 1944 года прототип XSC-1 впервые поднялся в воздух, взлетев с заводского аэродрома фирмы в Колумбусе, штат Огайо. Лётные испытания продлились до 28 апреля. В тот день в воздух поднялся седьмой предсерийный самолёт. Впоследствии построили ещё девять прототипов.

## История эксплуатации
22 октября 1944 года первыми серийными самолётами оснастили линейный крейсер «Гуам». Все построенные 577 машин поставляли флоту с колёсными шасси. Замена колёс на поплавки производилась флотскими специалистами по мере необходимости.

## Варианты
- XSC-1
- SC-1
- SC-2

## Тактико-технические характеристики (SC-1 с поплавками)
Источник данных: Dave's Warbirds и The Virtual Aviation Museum

Технические характеристики
- Экипаж: 1 человек
- Длина: 11 м
- Размах крыла: 12,50 м
- Высота: 5,48 м
- Площадь крыла: 26 м²
- Масса пустого: 2867 кг
- Масса снаряжённого: 4082 кг
- Максимальная взлётная масса: 4082 кг
- Силовая установка: 1 ×  Wright R-1820-62 Cyclone
- Мощность двигателей: 1 × 1350 л. с. (1 × 1007 кВт)

Лётные характеристики
- Максимальная скорость: 504 км/ч
- Крейсерская скорость: 210 км/ч
- Практическая дальность: 1000 км
- Практический потолок: 11 400 м
- Нагрузка на крыло: 157 кг/м²

Вооружение
- Стрелково-пушечное: 2 × 12,7-мм пулемёта «Браунинг», 200 патронов на ствол